# Eddie Blay
Eddie Blay (n. 9 noiembrie 1937, Accra, Coasta de Aur – d. 15 octombrie 2006, Accra, Ghana) a fost un boxer ce a reprezentat Ghana, medaliat olimpic. A participat la două ediții ale Jocurilor Olimpice (1960, 1964) în care a câștigat o medalie de bronz.

## Participări
Lista de mai jos prezintă principalele competiții la care a participat Eddie Blay de-a lungul carierei.
- boxing at the 1964 Summer Olympics – light welterweight[*]